# Salli Terri
Salli Terri (* 3. September 1922 in London/Ontario; † 5. Mai 1996 in Long Beach/Kalifornien) war eine US-amerikanische Sängerin (Mezzosopran) und Gesangspädagogin.
Terri erwarb den Mastergrad im Fach Musik an der University of Southern California. Von 1950 bis 1952 lebte sie als Englisch- und Musiklehrerin in Japan. 1952 trat sie als Solistin und Arrangeurin dem Roger Wagner Chorale bei, mit dem sie 1953 zu den Krönungsfeierlichkeiten von Königin Elisabeth II. in London auftrat und Konzertreisen durch die USA, Kanada und Europa unternahm. In dem Chor lernte sie auch ihren späteren Ehemann, den Komponisten und Dirigenten John Briggs kennen, mit dessen John Biggs Consort sie Musik des Mittelalters und der Renaissance aufführte.
Als Professorin für Musik an der University of California, Los Angeles gab Terri Klassen für Chorarrangement und Gesang für Schauspieler, unterrichtete Madrigalsänger und leitete den Frauenchor der Universität. Später unterrichtete sie außerdem Musiktheorie am Fullerton Junior College. Terris Diskographie enthält um die 100 Schallplatten und CDs, außerdem wirkte sie als Sängerin an einigen Film- und Fernsehproduktionen mit.